# فضل‌الله زاهدی
فضل‌اللّٰه زاهدی  (۲۸ اردیبهشت ۱۲۷۱ – ۱۱ شهریور ۱۳۴۲) نظامی عالی‌رتبه ارتش شاهنشاهی ایران و سیاستمدار ایرانی بود که از طریق کودتای ۲۸ مرداد که با حمایت ایالات متحده و بریتانیا انجام شد، به جای محمد مصدق به سمت نخست‌وزیری ایران منصوب شد.
در سال ۱۲۹۳ به آتریاد قزاق همدان وارد شد و پس از یک سال به درجه سروانی رسید و در زمره افسران قزاق قرار گرفت. زاهدی در کودتای ۱۲۹۹ همراه افسران تحت فرمان رضاخان شرکت کرد. در سال ۱۳۰۰ زاهدی فرماندهی سرکوب و شکست جنبش جنگل به رهبری میرزا کوچک‌خان را عهده‌دار بود. او همچنین در سال ۱۳۰۳ در سرکوب شیخ خزعل نقشی اساسی را ایفا کرد. زاهدی در خرداد ۱۳۰۴ به سمت فرماندهی تیپ مستقل شمال و حکمرانی نظامی گیلان منصوب شد. زاهدی در جنگ سیمیتقو (۱۳۰۱) و درگیری‌های ترکمن صحرا و سرکوب گروه‌های مسلح شمال، دستاوردهای بزرگی را نصیب خود کرد. در دوران سلطنت رضاشاه، زاهدی در سال ۱۳۰۵ به عنوان فرماندار نظامی استان خوزستان منصوب شد که اولین موقعیت مهم دولتی او بود و در سال ۱۳۱۱ به عنوان رئیس شهربانی، یکی از بالاترین پست‌های داخلی کشور، منصوب گردید. در سال ۱۳۲۰، او به عنوان فرمانده کل لشکر اصفهان برگزیده شد.
در سال ۱۳۲۴، در دوران سلطنت محمدرضاشاه، زاهدی به عنوان بازرس نیروهای نظامی در جنوب ایران منصوب گردید. او در سال ۱۳۲۸ دوباره به عنوان رئیس شهربانی منصوب گردید. پس از بازنشستگی از ارتش، زاهدی در سال ۱۳۲۹ به عنوان سناتور برگزیده شد. زاهدی در دولت حسین علا در سال ۱۳۳۰ به عنوان وزیر کشور انتخاب شد.

## جوانی
او فرزند نصرالله خان بصیردیوان از مالکان همدان بود. بصیر دیوان خود را از تبار شیخ زاهد گیلانی می‌دانست و به همین مناسبت فرزندان او پس از تأسیس اداره ثبت احوال و الزامی شدن شناسنامه برای مردم کشور، نام زاهدی را برمی‌گزینند. زاهدی تحصیلات ابتدایی خود را در مدرسهٔ مظفری گذراند و تحصیلات متوسطه را در مدرسهٔ آلیانس به پایان رساند. پس از پایان تحصیلات متوسطه وارد مدرسهٔ نظام گردید و مدارج این مدرسه را نیز پشت سر گذاشت.

## سوابق نظامی
زاهدی در سال ۱۲۸۹ در حالی که بیش از هجده سال نداشت، به درجهٔ نائب سومی (ستوان سومی) رسید. سه سال بعد نائب دوم شد.زاهدی چند سال بعد در فاصلهٔ سال‌های ۱۲۹۷ تا ۱۲۹۹ به درجهٔ سرتیپی رسید. زاهدی در سراسر دوران جوانی خود در جنگ‌های داخلی شرکت داشت. در سال ۱۲۹۶ به کردستان مأمور شد و در حوادث آن منطقه شرکت کرد. چندی بعد واقعهٔ جنگل و قیام میرزا کوچک خان پیش آمد. رضاشاه که در آن زمان به رضاخان میرپنج معروف بود و در شهر رشت به سر می‌بردـ زاهدی را به گیلان احضار کرد.
زاهدی در این مأموریت توانست قوای خالو قربان را شکست دهد. مقارن همین زمان، عده‌ای تحت فرماندهی احسان‌الله خان دوستدار از تنکابن به سمت تهران در حال پیشرفت بودند؛ که رضاخان، زاهدی را مأمور جنگ با احسان‌الله خان کرد و زاهدی نیز توانست در طول یک هفته احسان‌الله خان را شکست دهد.
زاهدی در تمام جنگ‌های شمال شرکت داشت. بر همین اساس در اواخر سال ۱۲۹۹ که درجهٔ سرهنگی داشت، سرتیپ مرتضی خان (سپهبد یزدان پناه بعدی) فرمان درجهٔ سرتیپی را برای او از تهران به رشت برد. متعاقب این وقایع، زاهدی مأمور سرکوب اسماعیل آقا سیمیتقو ـ که در آذربایجان علم طغیان برافراشته بود ـ گردید و در این مأموریت پیروزی نصیب زاهدی شد. به دلیل این موفقیت، زاهدی به دریافت نشان ذوالفقار نائل آمد. پس از این مأموریت، وقایع خوزستان پیش آمد. زاهدی در سال ۱۳۰۰ (هـ. ش) به فرماندهی تیپ فارس منصوب شد و به شیراز رفت. در این سمت تازه منصوب شده بود که دستور رسید برای سرکوب شیخ خزعل به خوزستان برود. زاهدی در منطقهٔ «زیدون» با قوای شیخ خزعل مواجه شد و پس از یک هفته درگیری بین شورشیان و قوای دولتی و زد و خوردهایی که در رامهرمز و نزدیکی اهواز بین قوای دولتی و شیخ خزعل روی داد، شیخ خزعل شکست خورد.
پس از تاج‌گذاری رضاشاه و در تاریخ ۴ اردیبهشت ماه ۱۳۰۵ به همراه تعدادی دیگر از امیران نظامی و سرتیپ‌ها به سمت ژنرال آجودانی شاه نائل آمد. پس از شکست شورش جنوب، رضاشاه، زاهدی را به فرماندهی کل نیروهای خوزستان و فرمانداری نظامی آن منطقه منصوب کرد. پس از پایان وقایع شیخ خزعل، سرتیپ زاهدی به تهران آمد. او اولین بار مأموریت یافت که به رشت، سفر کند. ورود او به رشت مقارن با وقایع ترکمن‌صحرا بود، لذا از طرف دولت مرکزی، سرتیپ جان محمدخان از سمت خراسان و زاهدی از سمت رشت مأمور شدند که به ترکمن‌صحرا حمله کنند و شورش ترکمن‌ها را سرکوب کنند. در این جنگ زاهدی و جان محمدخان توانستند آرامش را در ترکمن‌صحرا برقرار سازند.
پس از وقایع ترکمن‌صحرا، زاهدی برای خرید اسب‌های مجار به اروپا رفت و پس از مراجعت، به ریاست شهربانی منصوب شد. پس از کناره‌گیری سرتیپ کوپال از ریاست شهربانی در آذر ۱۳۰۹، چند ماه سرتیپ فضل‌الله زاهدی، که پیش از آن به علت ناکامی در سرکوب مخالفان استان فارس مورد غضب رضاشاه قرار گرفته، خلع درجه گشته و بیکار شده بود، ریاست شهربانی را برعهده داشت. پس از مدتی رضاشاه، زاهدی را عفو کرد و او را پس از کوپال به ریاست شهربانی منصوب کرد؛ اما پس از «فرار جمعی از زندانیان به سرکردگی سیدفرهاد، یاغی» از زندان قصر، بار دیگر مورد خشم و بی‌مهری رضاشاه قرار گرفته، پس از مدت کوتاهی در اردیبهشت ۱۳۱۰ خلع درجه شد و از ریاست شهربانی برکنار و زندانی گردید.
زاهدی در سال ۱۳۱۴ ریاست بازرسی امور مالی ارتش را به‌عهده گرفت و در سال ۱۳۱۶ مأمور احداث ساختمان باشگاه افسران ارتش شد. در شهریور ۱۳۲۰ سرتیپ زاهدی به فرماندهی ژاندارمری کل کشور و در سال ۱۳۲۱ به فرماندهی لشکر اصفهان منصوب شد. زاهدی در لشکر اصفهان بود که وقایع ۳ شهریور و اشغال ایران پیش آمد و انگلیسی‌ها وی را به ظن هواداری از آلمان نازی اسیر کردند. او تا پایان جنگ جهانی دوم در فلسطین که در آن زمان در اشغال انگلیسی‌ها بود، به سر برد و کسی از او خبری نداشت. در سال ۱۳۲۴ با پایان جنگ، زاهدی نیز از زندان انگلیسی‌ها آزاد شد و به تهران آمد. او پس از ورود به تهران به ریاست باشگاه افسران منصوب شد و به درجهٔ سرلشکری نیز ترفیع یافت.

## دورانملی شدن نفتو مصدق

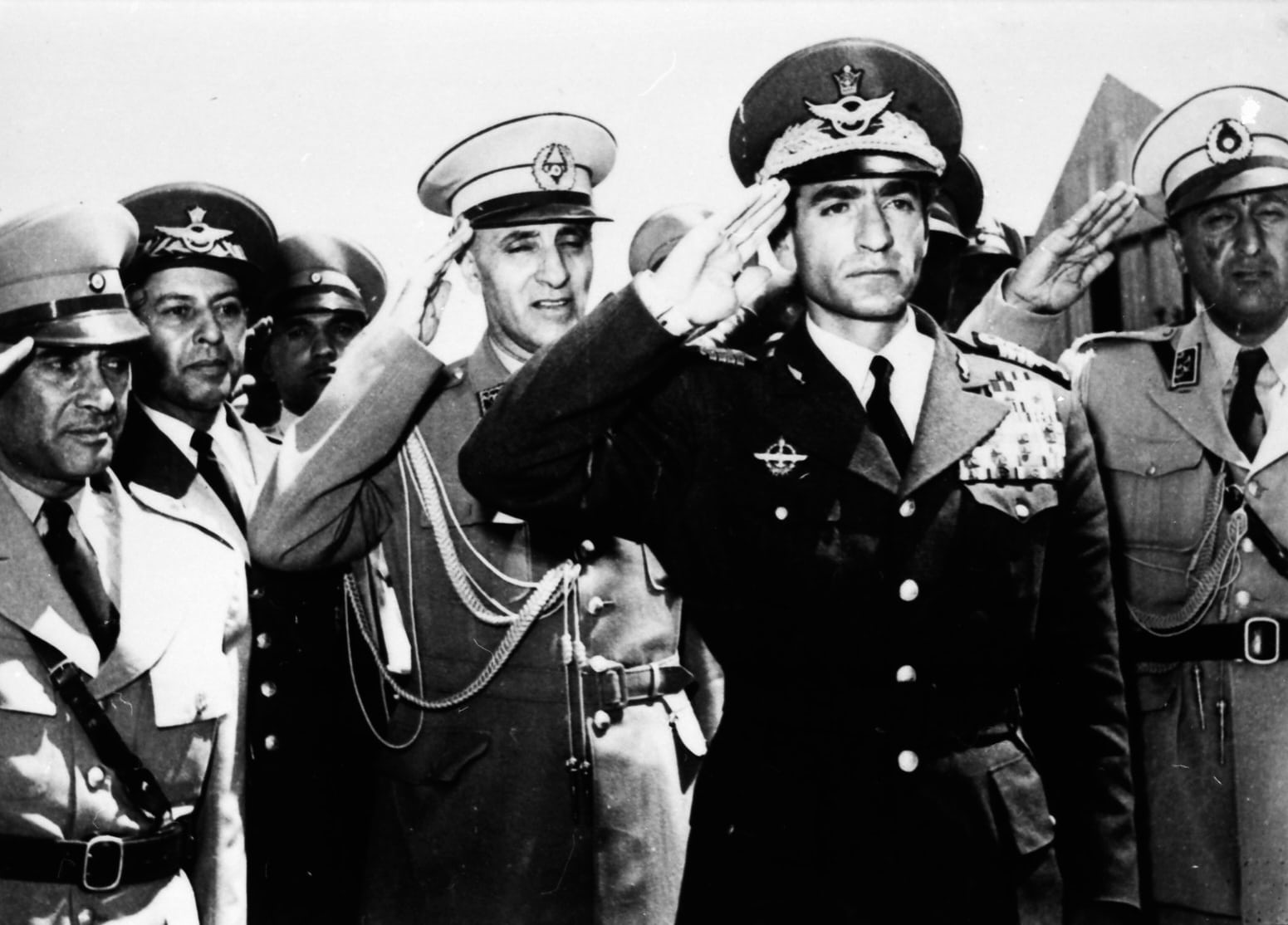
۱ شهریور ۱۳۳۲، ۱۰:۳۰ صبح: پس از اعلام رسمی موفقیت کودتا، شاه با نخستین پرواز کاال‌ام از رم به بغداد رفت و از آنجا با جت شخصی خود به تهران بازگشت. فضل‌الله زاهدی پشت شاه وسط عکس و نعمت‌الله نصیری در سمت راست عکس در فرودگاه بین‌المللی مهرآباد هستند.

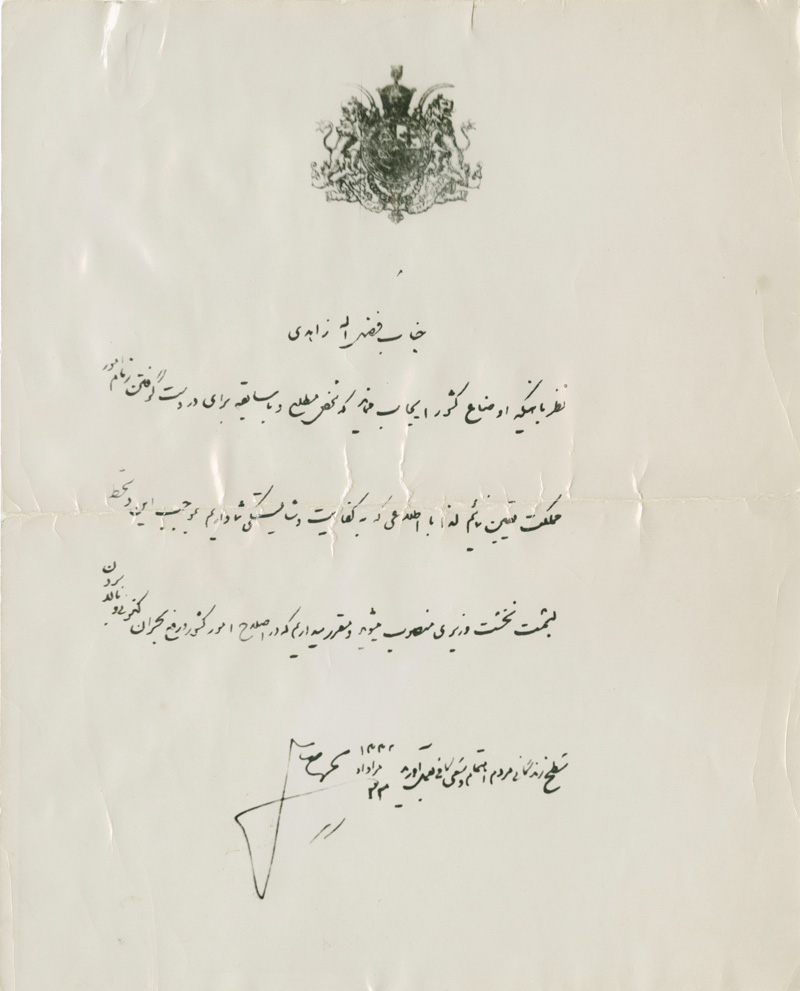
فرمان محمدرضا پهلوی به خط نستعلیق، مبنی بر انتصاب سرلشکر فضل‌الله زاهدی به مقام نخست‌وزیری ایران.

سرلشکر زاهدی در سال ۱۳۲۸ و پس از آن‌که دخالت‌های سرتیپ صفاری رئیس شهربانی در انتخابات، اعتراض برانگیخت، به جای او به ریاست شهربانی کل کشور منصوب شد. او برخلاف سرتیپ صفاری از آرای مردم و منتخبان تهران (جبههٔ ملی) دفاع کرد و در برابر رقیب سرسخت قدیمی‌اش، سپهبد رزم‌آرا (رئیس ستاد ارتش) ایستاد که نتیجهٔ این حراست آراء، پیروزی جبههٔ ملی به رهبری دکتر مصدق در انتخابات تهران و راه یافتن آنان به مجلس بود.
اما منصورالملک که در فروردین ۱۳۲۹ به نخست‌وزیری رسید، زاهدی را از ریاست شهربانی کنار گذاشت. محمد مصدق طی نطقی در مجلس به کنار گذاشتن زاهدی اعتراض کرد و این اقدام را زمینه‌چینی برای برقراری دیکتاتوری خواند.
شاه، تیمسار زاهدی را به عنوان سناتور انتصابی به مجلس سنا فرستاد. زاهدی پس از آن در سنا به همراه دیگر هواداران نهضت ملی شدن نفت همچون احمد متین‌دفتری، به مبارزه با رزم‌آرا پرداخت. پس از کشته شدن رزم‌آرا و ملی شدن نفت و سپس انتصاب محمد مصدق به سمت نخست‌وزیری، زاهدی به مدت دو ماه مسوولیت وزارت کشور را برعهده گرفت.
در ۲۳ تیر ۱۳۳۰ میان هواداران و مخالفان حزب توده در تهران درگیری خیابانی شد که به مداخله پلیس و شلیک گلوله به تظاهرکنندگان انجامید و شمار زیادی کشته و زخمی شدند. مصدق از همین رو زاهدی را برکنار کرد. او به مجلس سنا بازگشت و پس از انتخابات مجلس هفدهم در سال ۱۳۳۱ خود را به عنوان نامزد نخست‌وزیری مطرح کرد ولی شاه به او توجهی نداشت و ترجیح می‌داد حسین فاطمی یا فرد دیگری از جبهه ملی جایگزین مصدق شود.
با بالا گرفتن اختلافات در جبهه ملی و جدا شدن یاران دکتر مصدق از او، عملاً زاهدی به عنوان تنها جانشین احتمالی مصدق پس از سرنگونی اش مطرح بود. مجلس سنا به رهبری زاهدی، بیشترین مخالفت را با مصدق می‌کرد. در پی تصویب لایحه ای توسط مجلس شورای ملی منحل شد. پس از آن زاهدی به جرم تلاش برای طراحی یک کودتا و تلاش برای قتل نخست‌وزیر در توطئه ۹ اسفند ۱۳۳۱ بازداشت شده و مدتی در زندان بود.
او پس از آزادی نیز به تلاش برای سرنگونی مصدق ادامه داد. پس از قتل سرتیپ افشارطوس، رئیس شهربانی دولت مصدق، او و مظفر بقایی، نماینده مجلس، به اتهام توطئه قتل تحت تعقیب قرار گرفتند. بقایی از مصونیت پارلمانی خود بهره برد و زاهدی با حمایت آیت الله کاشانی، رئیس مجلس، در مجلس پناه گرفت.

کاشانی: 
 شما مهمان مجلس می‌باشید و به‌علاوه مورد احترام همه آقایان بوده و هستید و از مزاحمت‌هایی که تاکنون برای شما فراهم شده متاسفم چون من خدمات شما را به نهضت ملی ایران هنوز فراموش نکرده‌ام و امیدوارم به خدمات بیشتری بتوانید نائل شوید. اینجا هم‌خانه ملت است و شما می‌توانید تا هر وقت که بخواهید باشید— کاشانی
با بالا گرفتن دعواهای سیاسی، مخالفان داخلی و خارجی مصدق از شاه می‌خواستند که مصدق را عزل و زاهدی را به جای او منصوب کند؛ ولی شاه ترجیح می‌داد این کار از سوی مجلس انجام گیرد. پس از مطرح شدن طرح استیضاح مصدق و ارائه طرح تحقیق و تفحص از صندوق اندوخته اسکناس دولت در مجلس، مصدق تصمیم به انحلال مجلس که واپسین پایگاه مخالفان او چون زاهدی هم بود، گرفت. با بسته شدن مجلس، بقایی دستگیر شد ولی زاهدی گریخته و پنهان شد.

## کودتای ۲۵ مرداد

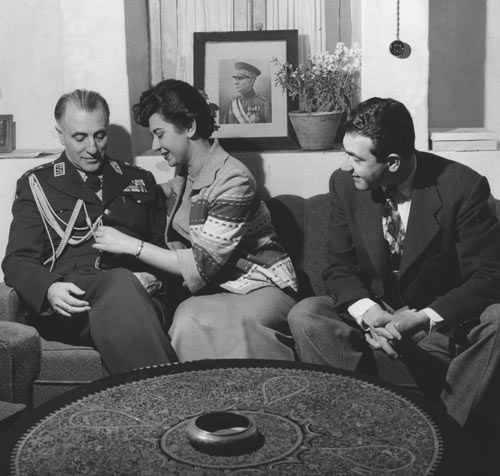
فضل‌الله زاهدی در کنار دخترش هما و پسرش اردشیر

پس از عدم پذیرش فرمان عزل مصدق از نخست‌وزیری در ۲۲ مرداد، کودتایی برای برکناری وی انجام شد. زاهدی که نامزد نخست‌وزیری کودتا بود از سوی شاه به سمت نخست‌وزیری منصوب شد. او همزمان فرمان عزل مصدق را نیز به توسط واحدی از گارد شاهنشاهی به مصدق ابلاغ کرد. همزمان واحدهایی از گارد سلطنتی اقدام به دستگیری فاطمی و چند تن از وزیران کابینه کردند ولی با دستگیری سرهنگ نصیری، و مقاومت رادیو و آگاهی مصدق از جریان کودتا، این اقدام شکست خورد و در پی آن شاه که در رامسر بود، با هواپیمای شخصی اش به بغداد رفت.
در روزهای ۲۵ تا ۲۸ مرداد، زاهدی پنهان بود و تنها توانسته بود ارتباطاتی با برخی از دوستان قدیمی خود در نیروهای شهرستانی ارتش پیدا کند. به گفته اردشیر زاهدی، پسرش، قرار بود چند واحد ارتشی از اصفهان و کرمانشاه به سمت تهران حرکت کرده و تا در ادامه طرح کودتا مصدق را وادار به پذیرش فرمان شاه کنند؛ ولی با موفقیت کودتای ۲۸ مرداد، عملیات نظامی مورد نظر زاهدی انجام نگرفت. در این روزها مهم‌ترین کار زاهدی و فرزندش، تکثیر و پخش فرمان شاه مبنی بر نصب زاهدی و مذاکره موفقیت‌آمیز با نیروهای مذهبی و روحانیون بود. در نتیجه آنان با صدور تلگراف‌هایی به شاه، به او که از بغداد به رم رفته بود، اطمینان دادند که با این انتصاب موافقند.

## کودتای ۲۸ مردادو نخست‌وزیری
در روز کودتای ۲۸ مرداد، یگان‌های ارتش در خیابان‌های اصلی تهران حضور یافته و جماعتی از مردم به تظاهرات به نفع شاه پرداختند؛ که به کنترل شهر و مرکز رادیو انجامید. پس از آن زاهدی از مخفیگاه خود خارج شده و به مرکز رادیو رفت و خود را نخست‌وزیر کشور خواند.
با بازگشت شاه، زاهدی درجهٔ سپهبدی گرفت. او روابط با دولت انگلیس که در زمان مصدق قطع شده بود را از سر گرفت و مذکرات نفت را از ۲۲ فروردین ۱۳۳۳ با سرپرستی وزیر اقتصاد و دارایی، دکتر علی امینی آغاز کرد که منجر به قرارداد کنسرسیوم یا قرارداد امینی - پیج گردید. علی امینی چهره‌ای موجه و وزیر پیشین دولت مصدق بود. بر اساس قرارداد جدید که پس از ماه‌ها مذاکره در ۲۸ شهریور، به امضای طرفین و در ۲۹ مهر به تأیید مجلس شورای ملی و در ۶ آبان به تصویب مجلس سنا رسید، اگرچه ملی شدن نفت و صنایع نفت ایران مورد پذیرش طرف‌های خارجی قرار گرفت ولی دولت ایران تضمین می‌کرد که تا ۲۵ سال نفت تولیدی را به شرکت‌های عضو کنسرسیوم (آمریکایی، انگلیسی، هلندی و فرانسوی) بفروشد. بدین ترتیب فروش نفت ایران پس از نزدیک به چهار سال وقفه در بهمن سال ۱۳۳۳ از سر گرفته شد.
سپهبد زاهدی نخست‌وزیر هنگامی که لایحهٔ کنسرسیوم را به مجلس می‌داد، در دفاع از آن گفت: «ما با این قرارداد توانستیم کلاه بزرگی سر انگلیس و آمریکا بگذاریم.» شاه این قرارداد را شرافتمندانه و منصفانه دانست و امینی در نطق خود در مجلس تصریح کرد «بهتر از این قرارداد نمی‌توانستیم به‌دست آوریم.» با اینحال بخش بزرگی از روشنفکران و دانشگاهیان و روحانیون با این قرارداد مخالفت کرده و آن را خلاف قانون ملی شدن نفت می‌دانستند.
از جمله اقدامات مهم دیگر زاهدی، تلاش برای پایان دادن به انحصار ۲۲ سالهٔ دولت بر تجارت خارجی و آزادی بازرگانی با خارج بود اما لایحه آزادی تجارت خارجی چند ماه پس از پایان نخست‌وزیری او در مجلس شورای ملی با مخالفت روبه‌رو و مسکوت گذاشته شد. گرفتن ۱۵۰ میلیون دلار وام از آمریکا و ده میلیون لیره از انگلستان نیز از جمله اقدامات مهم زاهدی بود که در اواخر دورهٔ نخست‌وزیری‌اش انجام گرفت.
مخالفان دولت زاهدی او را به توسل به «زور و حبس و شکنجه»، ناکارآمدی و فساد مالی، «شکستن قلم نویسندگان حق‌گو» و تبدیل عرصهٔ فرهنگ به «صحنهٔ تأثرآور جهل و بی‌عفتی» و دادگستری به «کاخ بیدادگری» متهم می‌کردند.

## پس از نخست‌وزیری

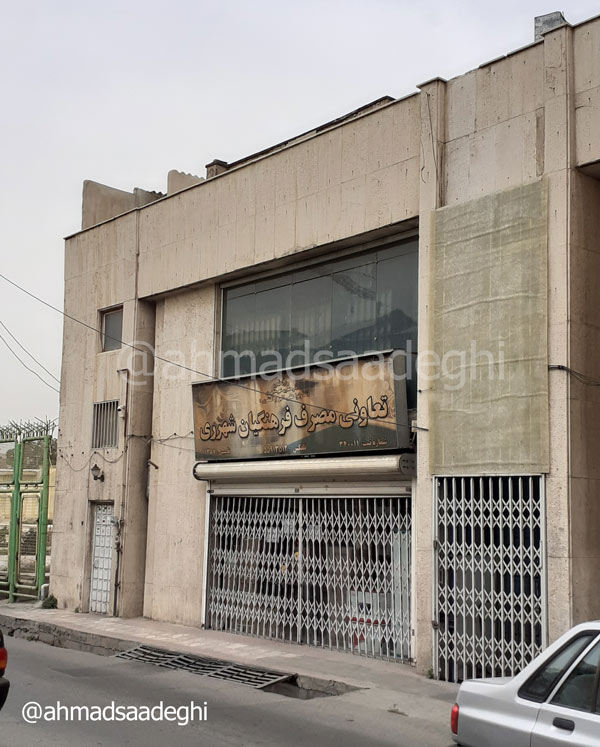
آرامگاه خانوادگی فضل‌الله زاهدی در امامزاده عبدالله شهرری

با بالاگرفتن اختلافات میان زاهدی و شاه، در ۱۶ فروردین ۱۳۳۴ او از مقام خود کناره گرفته و به عنوان نمایندهٔ دائمی ایران در دفتر اروپایی سازمان ملل متحد به سوئیس فرستاده شد که عملاً نوعی تبعید به‌شمار می‌رفت. محمدرضا پهلوی آن‌گونه که در «پاسخ به تاریخ» می‌نویسد، از آغاز تمایلی به نخست‌وزیری زاهدی نداشته است. با این‌حال شاه با فرزند او، اردشیر زاهدی، که دامادش نیز به‌شمار می‌رفت، روابط بهتری داشت.
فضل‌الله زاهدی در شهریور ۱۳۴۲ در ژنو درگذشت. پیکر سپهبد زاهدی ۱۶ شهریورماه ۱۳۴۲ با هواپیما به ایران منتقل شد. بامداد روز بعد، مسجد سپهسالار تهران شاهد مراسمی رسمی با حضور شاهپور غلامرضا به نمایندگی از طرف شاه، اردشیر زاهدی و خانوادهٔ متوفی، اسدالله علم نخست‌وزیر، اعضای هیئت دولت و امرای ارتش بود که در جریان آن، پیکر نخست‌وزیر اسبق ایران تشییع و در آرامگاه خاندان زاهدی در امامزاده عبدالله شهرری به خاک سپرده شد.

## خانواده
او با خدیجه پیرنیا یا خدیجه‌الملوک دختر حسین پیرنیا (مؤتمن‌الملک) نخست‌وزیر دورهٔ قاجار ازدواج کرد و فرزندان او: هما زاهدی و اردشیر زاهدی (داماد و وزیر امور خارجهٔ محمدرضاشاه) حاصل این ازدواج هستند.